# Personer i Sverige födda i Belarus
Till personer i Sverige födda i Belarus räknas personer som är folkbokförda i Sverige och som har sitt ursprung i Belarus (tidigare namn Vitryssland). Enligt Statistiska centralbyrån fanns det 2017 i Sverige sammanlagt cirka 3 100 personer födda i Belarus. Siffran innefattar inte personer födda före 1991 då Belarus var en del av Sovjetunionen.

## Religion

### Rysk-ortodoxa kyrkan
Många av invandrarna från Belarus tillhör den rysk-ortodoxa kyrkan (Moskvapatriarkatet), som på världsplan är den största av de ortodoxa kyrkorna. I Stockholm finns två rysk-ortodoxa församlinger.
Den äldsta är Kristi Förklarings ortodoxa kyrka på Birger Jarlsgatan där den har funnits sedan 1907, men dess historia är mycket äldre; den är den äldsta av de ryska kyrkorna utanför Tsarryssland och församlingen är Sveriges första icke-lutherska församling efter reformationen. De första spirrerna till Ryska kyrkan i Stockholm kom till i samband med fredsfördraget i Stolbova 1617.
Den rysk-ortodoxa kyrkan i Sverige fick ett förnyad uppsväng med de politiska förändringarna i Sovjetunionen och den rysk-ortodoxa kyrkans ökade frihet under 1980-talet som väckte drömmar hos ortodoxa med rötter i Ryssland, Belarus och Ukraina att återknyta förbindelserna med hemlandets kyrka. 1992 grundades den Helige Sergij rysk-ortodoxa församling i Stockholm och den 10 oktober 1996 beslöt den Ryska Ortodoxa Kyrkans heliga synod att uppta församlingen i Moskva-patriarkatets jurisdiktion. Ryska kykorna vänder sig framförallt till den ryskspråkiga gruppen i Sverige.

### Judendom
Judarna från Belarus har ingen egen församling eller synagoga, men har blivit antagna i de lokala judiska församlingerna i Sverige.
Adat Jisrael den ortodox synagogförening med verksamhet på Södermalm i Stockholm är delvis ett undantag. Föreningen har gudstjänstlokal på Sankt Paulsgatan. Adat Jisrael är idag en del av Judiska församlingen i Stockholm, men föreningen bildades 1871 med syfte att samla stadens grupp av ortodoxa judar som främst hade invandrat från Kejsardömet Ryssland och Östeuropa; dessa bodde ofta på Södermalm och i Gamla stan. Denna då relativt nytillkomna grupp skilde sig socialt, språkligt och religiöst från de äldre judiska familjer som bott länge i Sverige och som var tongivande i Stora synagogan i Stockholm. Medan de äldre familjerna ofta tillhörde det välsituerade borgerskapet och hade en livsföring där religionen spelade underordnad roll var judarna på Södermalm mer strikta i sin religiösa utövning och tillhörde stadens fattiga befolkning. De senare behärskade också jiddisch vilket var ovanligt bland den andra gruppen eftersom denna vanligtvis hade tyskt eller danskt ursprung. Skillnaderna mellan grupperna ledde till att initiativ tog till skapande av en synagoga på Södermalm för att bättre möta de behov som fanns hos gruppen bosatt där.

## Historik

### Handelsmän från de rusiska furstendömenas på 1100- och 1200-talen
På 1100- och 1200-talen fanns det i Sigtuna och på Gotland rusiska handelsmän. Vid Stora torget i Visby låg en rysk handelsgård med kyrka, vars grundmurar grävdes fram på 1970-talet.
Handeln hade en avgörande betydelse för de rusiska furstendömena. Utrikeshandeln var relativt välutvecklad och utgjorde en viktig del i de rusiska furstendömenas ekonomi. Floden Dnepr förband Kievriket med Bysans. Köpman färdades från Kiev till Mähren, Tjeckien, Polen, Sydtyskland; från Novgorod och Polotsk och över Östersjön till Skandinavien, och längre västerut.
Från Kievriket exporterades skinn, vax, honung, tjära, lin och lintyg, silversaker, sländor av rosa skiffer, vapen, lås, bensniderier mm. Det som importerades var lyxvaror, frukt, kryddor, färger mm. Furstarna försökte försvara de rusiska köpmännens intressen genom att sluta särskilda avtal med andra länderi ett försökt att skydda köpmännen från förluster.

### Judiska invandrarna från det judiska bosättningsområdet i Kejsardömet Ryssland
Det judiska bosättningsområdet i Kejsardömet Ryssland, sträckte sig som en bred korridor från dagens Lettland i norr till dagens Ukraina i söder. Under perioder på 1800-talet skakades bosättningsområdet av våldsamma pogromer. Judar misshandlades och dödades, judiska hem plundrades och byggnader sattes i brand.  Den första pogromen i kejsardömet Ryssland anses antingen vara oroligheterna i Odessa 1821 efter den grekisk-ortodoxa patriarken Gregorius V:s brutala avrättning, då 14 av stadens judar mördades, eller de antijudiska upplopp som ägde rum i Odessa 1859. Båda pogromerna utfördes av Odessas etniska greker.
I Odessa inträffade större pogromer åter år 1871, 1881, 1886 och 1905.
En ytterligare och mycket blodigare våg av pogromer kom 1903–1906, som tog upp till 2 500 judars liv och lämnade ännu fler skadade. 1905 var det pogromer i flera hundra städer. Det största antalet pogromer registrerades i guvernementet Tjernigov nordost om Kiev. Pogromerna där i oktober tog 800 judiska liv, 400 dödades i Odessa, 67 i Jekaterinoslav 30 och i Simferopol över 40. Pogromerna fortsatte 1906. 
Förföljelser och trakasserier ledde till att där fram till första världskriget utvandrade drygt 1,5 miljoner ryska judar. En liten del av dessa hamnade i Sveriges större städer. I Stockholm hamnade många på Södermalm. Här sponsrades den judiska invandrarkolonien av den burgna familjen Heckscher, som lät uppföra ett hus för dem på Södermalm och underlättade deras försvenskning. I Göteborg bodde de i Haga  många fattigjudar bodde på Klippgatan, På Ängelholmsgatan och kring Möllevångstorget i Malmö uppstod vid början av 1900-talet en bosättning bestående av judar från Kejsardömet Ryssland och i Lund fanns de i ett område som kallades Nöden. Området har också kallats "Judéen" eftersom ungefär en fjärdedel av befolkning var judar vid sekelskiftet.[källa behövs] Fram till 1970-talet fanns en synagoga, nu riven, på Prennegatan 21. Till Lund flyttade ortodoxa judar från olika ryska städer. De tog ofta båten från Königsberg, nuvarande Kaliningrad. Familjerna hade många barn och de var trångbodda. Hemmets och grannskapets språk var jiddisch. För många var jiddisch det enda skriftspråk de behärskade. År 2000 blev jiddisch ett av Sveriges fem nationella minoritetsspråk. Bland de jiddischtalande i Sverige talas olika former av östjiddisch. De som aktivt använder språket i Sverige i dag är främst vuxna personer, som är barn och barnbarn till flyktingar som kom till Sverige efter andra världskriget och på 1950- och 1960-talen.
Judarna drabbades hårt under inbördeskriget i Ryssland (1917-1921). I början av 1917 blev Torahn förbjuden och myndigheterna begränsade rabbinernas aktiviteter och den judiska undervisningen. Många judar massakrerades i pogromer, många blev också dödade av Anton Denikins Vita armé. Inbördeskrigets våld mot judar medverkade till en ny emigration av judar.

### De "röda" och "vita" flyktingarna
Från den misslyckade revolutionen 1905 och fram till oktoberrevolutionen 1917 blev Sverige, och särskilt Stockholm, en viktig mötesplats och ett genomfartsland för revolutionärer från Kejsardömet Ryssland av alla politiska schatteringar och etniska tillhörigheter. I sin verksamhet hade ryska revolutionärer ofta hjälp av svenska socialister.
Många immigranter anlände från det sönderfallande Kejsardömet Ryssland till Stockholm efter första världskrigets utbrott. 
Flyktingströmmen till Sverige började redan 1918 men tog ordentlig fart först 1919 och slutade 1922. Efter februarirevolutionen 1917 återvände många av socialisterna till Sovjetunionen från Sverige eller via Sverige.
Ryska revolutionen resulterade också i ett antal "vita" flyktingar som utgjorde den andra parten i ryska inbördeskriget som uppstod efter oktoberrevolutionen.

### Belarusisk invandring i samband med andra världskriget
Under andra världskriget kom flera  personer från Sovjetunionen som flyktingar till Sverige. 
I efterkrigsåren var invandringen från Sovjetunionen relativt liten. De få invandrarna var oftast kvinnor, gifta med svenskar eller i Sverige bosatta latinamerikaner som hade studerat i Sovjetunionen.

## Historisk utveckling

### Födda i Belarus
| Personer i Sverige födda i Belarus 2000–2022    | Personer i Sverige födda i Belarus 2000–2022 | Personer i Sverige födda i Belarus 2000–2022 | Personer i Sverige födda i Belarus 2000–2022 | Personer i Sverige födda i Belarus 2000–2022 |
| ----------------------------------------------- | -------------------------------------------- | -------------------------------------------- | -------------------------------------------- | -------------------------------------------- |
|                                                 |                                              |                                              |                                              |                                              |
| År                                              |                                              |                                              | Folkmängd                                    |                                              |
| 2000                                            | 2000                                         |                                              | 449                                          |                                              |
| 2001                                            | 2001                                         |                                              | 578                                          |                                              |
| 2002                                            | 2002                                         |                                              | 709                                          |                                              |
| 2003                                            | 2003                                         |                                              | 860                                          |                                              |
| 2004                                            | 2004                                         |                                              | 988                                          |                                              |
| 2005                                            | 2005                                         |                                              | 1 099                                        |                                              |
| 2006                                            | 2006                                         |                                              | 1 346                                        |                                              |
| 2007                                            | 2007                                         |                                              | 1 504                                        |                                              |
| 2008                                            | 2008                                         |                                              | 1 648                                        |                                              |
| 2009                                            | 2009                                         |                                              | 1 873                                        |                                              |
| 2010                                            | 2010                                         |                                              | 2 049                                        |                                              |
| 2011                                            | 2011                                         |                                              | 2 250                                        |                                              |
| 2012                                            | 2012                                         |                                              | 2 432                                        |                                              |
| 2013                                            | 2013                                         |                                              | 2 581                                        |                                              |
| 2014                                            | 2014                                         |                                              | 2 724                                        |                                              |
| 2015                                            | 2015                                         |                                              | 2 833                                        |                                              |
| 2016                                            | 2016                                         |                                              | 2 991                                        |                                              |
| 2017                                            | 2017                                         |                                              | 3 139                                        |                                              |
| 2018                                            | 2018                                         |                                              | 3 324                                        |                                              |
| 2019                                            | 2019                                         |                                              | 3 520                                        |                                              |
| 2020                                            | 2020                                         |                                              | 3 677                                        |                                              |
| 2021                                            | 2021                                         |                                              | 3 871                                        |                                              |
| 2022                                            | 2022                                         |                                              | 4 113                                        |                                              |
| 2023                                            | 2023                                         |                                              | 4 277                                        |                                              |
| 2024                                            | 2024                                         |                                              | 4 380                                        |                                              |
| Anm.: Befolkning den 31 december respektive år. |                                              |                                              |                                              |                                              |